# Brąszewice
Pour la gmina, voir Brąszewice (gmina).
Brąszewice est une localité polonaise, siège de la gmina de Brąszewice, située dans le powiat de Sieradz en voïvodie de Łódź.